# Adriano Pappalardo
Adriano Pappalardo (* 26. März 1945 in Copertino) ist ein italienischer Cantautore und Schauspieler.

## Leben und Wirken
Pappalardo begann seine Laufbahn als Sänger Anfang der 1970er Jahre mit Singles wie Una donna/Il bosco no, È ancora giorno/Senza nome und Segui lui/Problemi di coscienza, die beim Label Nu,ero Uno erschienen. Die Texte stammen meist von Lucio Battisti und Mogol. Sein Soloalbum California no (1973) wurde von Claudio Fabi produziert. Den ersten großen Erfolg hatte er mit Mi basta così. Das 1975 erschienene Album enthielt den populären Song Ricominciamo und wurde wie das nächste Album Non mi lasciare mai (1980) bei RCA produziert. Das Lied Ricominciamo wurde im Juli 2024 in Italien mit einer Goldenen Schallplatte ausgezeichnet.
1982 kehrte Pappalardo zu Numero Uno zurück und veröffentlichte dort die Alben Immersione (1982) und Oh! Era ora(1983). Als Schauspieler debütierte er 1984 in Sergio Corbuccis Film A tu per tu mit Johnny Dorelli und Paolo Villaggio, danach spielte er in dessen Film Rimini Rimini mit Laura Antonelli. Es folgten Rollen in Bruno Corbuccis Rimini Rimini l' anno dopo (1988) und La piovra IV (Allein gegen die Mafia 4) (1989, mit Michele Placido). Als Killer Santuzzo Salieri lieferte er in letzterer Serie seine erste bedeutende eigene Leistung als Schauspieler was ihm die Besetzung als Sergente Roberto Scherone in Corbuccis Classe di ferro brachte.
1988 engagierte ihn Piero Garinei für die Rolle des Toto in seiner Komödie Aggiungi un posto a tavola. Eine große Rolle als Theaterschauspieler hatte er in I 7 cavalieri della tavola rotinda. Nach der Premiere in Rom tourte er mit dem Stück durch zahlreiche große Theater Italiens. 1997 drehte er mit Michele Placido das Drama Racket für RaiDue. Die Anerkennung der Filmkritik erhielt er für seine Mitwirkung an Ricky Tognazzis Canone inverso.
2003 spielte er in Una famiglia per caso von Camilla Costanzo und Alessio Cremonini den Mafioso Giuliano. Im gleichen Jahr wirkte er in Simona Venturas täglicher Reality-Show L’isola dei famosi mit. Im Folgejahr hatte er eine Rolle in der Fernsehproduktion Santa Rita da Cascia von Giorgio Capitani. Im Jahr 2009 spielte er den Ugone in der Serie Il falco e la colomba von Giorgio Serafini.
Daneben trat Pappalardo regelmäßig als Sänger auf. Am Sanremo-Festival 2004 beteiligte er sich mit Nessun consiglio.